# Lotte Wubben-Moy
Carlotte Mae Wubben-Moy (Harpenden, 11 gennaio 1999) è una calciatrice britannica, difensore dell'Arsenal e della nazionale inglese.
Ha vestito la maglia della nazionale inglese a livello giovanile, dalla formazione Under-15 alla Under-21, disputando campionati continentali e mondiali, ottenendo come migliore risultato un terzo posto all'Europeo Under-17 di Bielorussia 2016, entrando in rosa anche con la nazionale britannica con la quale ha disputato, pur senza essere impiegata nel torneo, alle Olimpiadi di Tokyo 2020.

## Carriera

### Nazionale
In rosa con la formazione Under-17 durante l'Europeo di 2016, Wubben-Moy ha giocato da capitano con la squadra che raggiunto i quarti di finale.
In quello stesso anno ha capitanato l'Inghilterra anche al Mondiale di 2016, portandola al terzo posto.
Il 23 febbraio 2021 Wubben-Moy ha fatto il suo debutto con la nazionale maggiore contro l'Irlanda del Nord, entrando nel secondo tempo al posto della collega dell'Arsenal Leah Williamson, in una partita che si è conclusa 6-0 per l'Inghilterra. Il 27 maggio 2021 è stata nominata riserva della squadra olimpica di calcio femminile della Gran Bretagna alle Olimpiadi estive del 2020. Nel luglio 2022 ha fatto parte della rosa della nazionale inglese che ha vinto il campionato europeo 2022.
Nell'aprile 2023 ha fatto parte della squadra inglese che ha vinto la Finalissima 2023 contro il Brasile e un mese più tardi è stata poi convocata dalla selezionatrice Sarina Wiegman anche per il campionato mondiale 2023.

## Palmarès

### Club

#### Competizioni nazionali
- FA Women's League Cup: 2

Arsenal: 2015, 2022-2023
- Women's FA Cup: 1

Arsenal: 2016
- FA Women's League Cup: 2

Arsenal: 2022-2023, 2023-2024

#### Competizioni internazionali
- UEFA Women's Champions League: 1

Arsenal: 2024-2025

### Nazionale
- Campionato d'Europa: 2

2022, 2025
- Arnold Clark Cup: 1

2023
- Finalissima: 1

2023